# Marko Žuvela
Marko Žuvela (* 22. Dezember 2001 in Dubrovnik) ist ein kroatischer Wasserballspieler. Er gewann bis 2024 mit der kroatischen Nationalmannschaft eine Silbermedaille bei Olympischen Spielen sowie eine Goldmedaille bei Weltmeisterschaften. Bei Europameisterschaften erkämpfte er je einmal Gold und Silber. 

## Sportliche Karriere
Der 2,02 Meter große Marko Žuvela spielt bei VK Jug Dubrovnik. Mit diesem Verein war er seit 2018 viermal kroatischer Meister.
2019 wurde Marko Žuvela mit der kroatischen Juniorenauswahl Vierter bei der Juniorenweltmeisterschaft, 2021 folgte der fünfte Platz. Ab 2022 spielte er in der Nationalmannschaft. 2022 gewannen die Kroaten im Viertelfinale der Weltmeisterschaft in Budapest mit 14:12 gegen Serbien. Nach einer 5:10-Niederlage gegen die Spanier im Halbfinale verloren die Kroaten im Spiel um den dritten Platz gegen die Griechen. Zwei Monate später bei der Europameisterschaft in Split gewannen die Kroaten das Halbfinale mit 11:10 gegen Italien und siegten im Finale mit 10:9 über Ungarn. Bei der Weltmeisterschaft 2023 in Fukuoka verloren die Kroaten in den Play-offs gegen Montenegro und belegten am Ende den neunten Rang. Im Januar 2024 bei der in Zagreb und Dubrovnik ausgetragenen Europameisterschaft bezwangen die Kroaten im Halbfinale die Ungarn. Im Finale unterlagen sie den Spaniern mit 10:11. Žuvela warf im Finale zwei Tore. Einen Monat später bei der Weltmeisterschaft in Doha gewannen die Kroaten im Viertelfinale mit 15:13 gegen die Serben, Žuvela warf in diesem Spiel drei Tore. Sowohl das Halbfinale gegen Frankreich als auch das Finale gegen die Italiener gewannen die Kroaten erst im Penaltyschießen. Bei den Olympischen Spielen 2024 in Paris belegten die Kroaten in der Vorrunde den vierten Platz. Im Viertelfinale besiegten sie die Spanier und im Halbfinale die Ungarn. Im Finale trafen sie auf Serbien, den Vierten der anderen Vorrundengruppe, und unterlagen 11:13. Marko Žuvela hatte im Finale über 19 Minuten Spielzeit.